# Exodus 1947

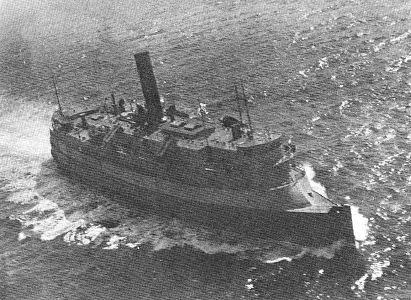
Le SS President Warfield.

Pour les articles homonymes, voir Exodus.
Exodus 1947 (en hébreu Yetzi'at Eiropa Tashaz, c'est-à-dire Exode d'Europe 5707 suivant le calendrier hébraïque), d'abord baptisé President Warfield, est un bateau qui transporte en 1947 des Juifs vers la Palestine mandataire, connu pour avoir été l'acteur d'un événement marquant de l'alya d'après-guerre.
À l'issue de la Seconde Guerre mondiale, de nombreux survivants de la Shoah cherchent à émigrer clandestinement d'Europe vers la Palestine, alors sous mandat britannique. Les Britanniques limitent l'immigration juive en Palestine afin d'éviter les tensions avec les populations arabes.
Le Mossad Le'aliyah Bet organise des opérations destinées à faciliter le voyage des migrants vers la Palestine. L'organisation arme secrètement le President Warfield, qui demeure le plus important navire en termes de capacité, et armé dans ce but. Le navire quitte le port de Sète (France) le 11 juillet 1947 avec 4 500 personnes à bord, en ayant pour destination officielle la Colombie. Le cap est alors mis sur la Palestine et le navire rebaptisé Exodus 1947.
La marine royale britannique prend en chasse le navire et l'arraisonne alors qu'il approche des côtes de la Palestine. Les passagers de l'Exodus sont alors envoyés à Chypre, puis embarqués sur trois navires. Après une escale en France où des propositions de débarquement sont faites, tous les passagers sont transférés dans la zone sous contrôle britannique en Allemagne. Ils font massivement preuve de résistance passive et beaucoup entament une grève de la faim.
La dureté de la répression britannique, critiquée par la presse, a alors une grande influence sur la future reconnaissance de l'État d'Israël.

Stationné à Haïfa, l'Exodus 1947 est détruit par un incendie en août 1952.

## Contexte

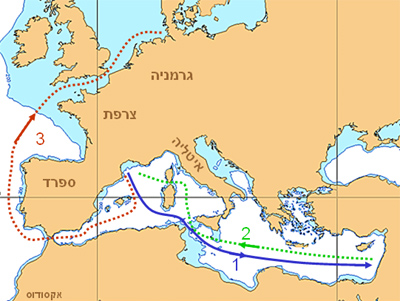
Trajet illégal d’Exodus 1947 vers la Palestine, puis escorté par la marine royale britannique vers l'Europe

À la fin des années 1930, la population juive de Palestine représente 30 % de la population totale du pays. Depuis 1934, une nouvelle forme d’immigration permet aux Juifs du monde entier de rejoindre la Terre d’Israël ; une immigration clandestine mais pas illégale. Ce mouvement existe depuis la fin du XIXe siècle mais s’est renforcé avec l’arrivée d’Adolf Hitler au pouvoir.
En 1934, une première tentative d’exode a lieu, avec le navire grec Vellos, transportant 350 clandestins. En 1938, la Haganah forme un département d’immigration clandestine, le Mossad Le'aliyah Bet, avec à sa tête Saul Meyerov. Au cours des années 1939 et 1940, différents voyages sont entrepris mais les expériences se finissent souvent mal.
De la fin de la Seconde Guerre mondiale au début des années 1950, des centaines de milliers de Juifs déplacés attendent dans les camps en Allemagne, en Autriche et en Italie. Parmi eux, des rescapés et des survivants de la Shoah qui ne veulent ou ne peuvent retourner dans leur pays d’origine. Ces camps de « personnes déplacées » sont administrés par les Alliés et l’UNRRA (l’Administration des Nations unies pour le secours et la reconstruction). L’organisation juive américaine American Jewish Joint Distribution Committee fournit de la nourriture et des vêtements aux Juifs qui attendent dans ces camps de pouvoir émigrer quelque part.
En 1945, les Alliés rapatrient plus de six millions de personnes déplacées pendant la guerre. Parmi elles, entre un million et demi et deux millions de Juifs refusent de retourner dans leur pays d’origine. Ils ont tout perdu pendant la Shoah : leur famille, mais aussi leurs biens matériels. Dans le cas des déportés, ils doivent aussi réapprendre à vivre une « vie normale » dans une société civile qui les a exclus quelques années auparavant. C’est donc pour ces raisons que de nombreux Juifs veulent quitter l’Europe.
À la fin de l’année 1946, le bateau Ulua est un des premiers navires clandestins à réussir à rejoindre la Palestine mandataire.
À Chypre, qui est la seconde destination imposée pour les immigrés clandestins juifs qui n’ont pu atteindre la Palestine après la guerre, à travers ses camps d'internement pour réfugiés juifs, les volontaires à l’exode affluent dans le camp d’internement. Les Britanniques, qui ne veulent pas faire face à une réaction armée des Arabes, limitent l’immigration juive en Palestine et sont pour cela de plus en plus vigilants. Le Mossad veut élaborer un projet plus grand qui échapperait à la surveillance britannique. Il prévoit de faire partir plusieurs bateaux pour qu’ils arrivent en même temps en Palestine et submergent ainsi les autorités britanniques.

## Les préparatifs et le départ difficile

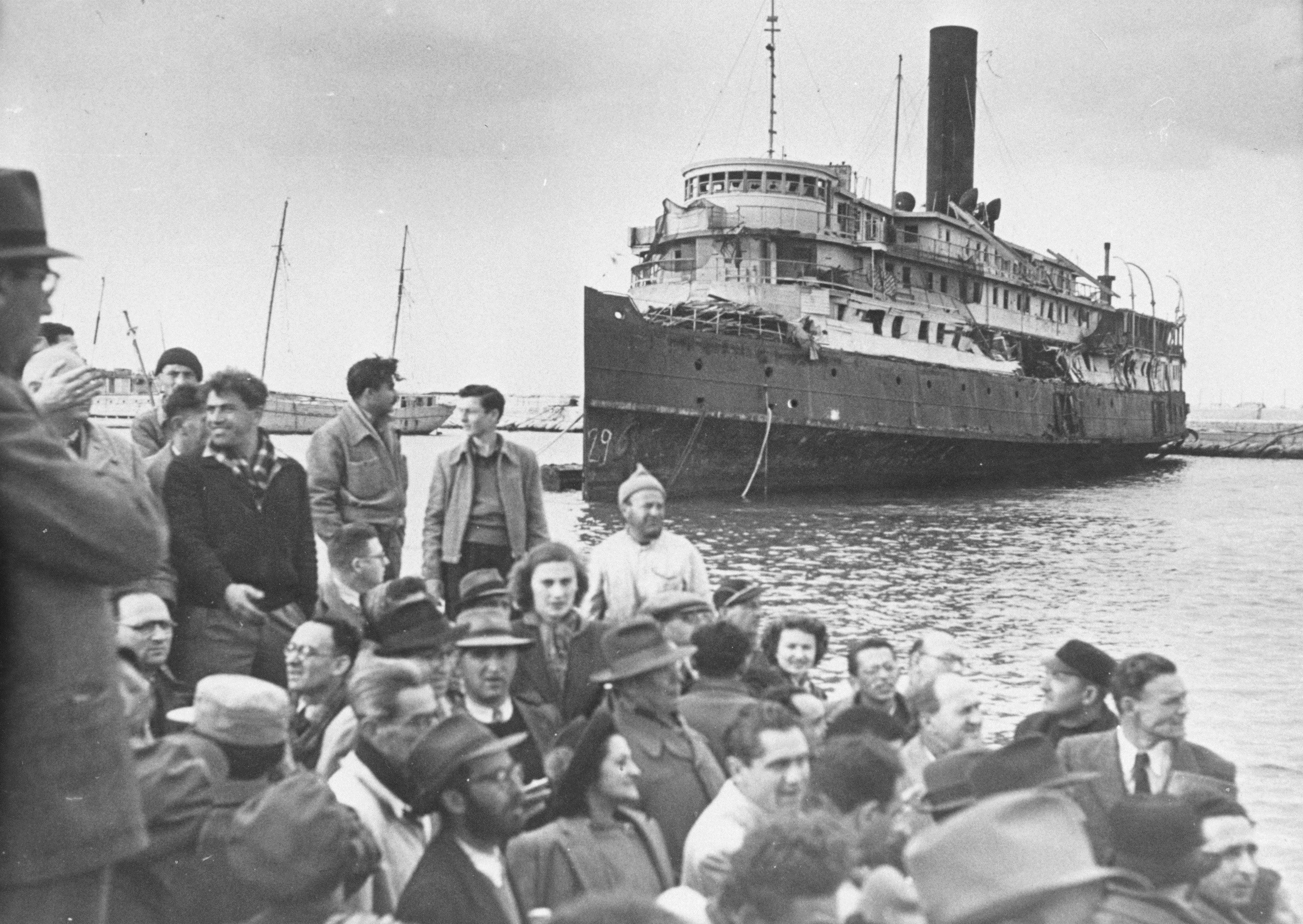
Le Palmach, l'immigration en Israël

Saul Meyerov, à la tête du Mossad Le'aliyah Bet, a en tête un bateau précis et fait appel à Ike Aronowicz qui finit ses études d’officier. Ike devient officiellement le capitaine du President Warfield le 10 avril 1947. Le President Warfield est un bâtiment battant pavillon panaméen, acquis en 1928 par la Baltimore Steam Packet Company et réquisitionné en 1942 pour la Seconde Guerre mondiale. Ce navire est le 90e bâtiment affecté par le Mossad Le'aliyah Bet depuis sa création, et le 59e depuis la fin de la guerre. Il n’est donc pas le premier mais c'est le plus gros de ces bâtiments et ce voyage peut devenir le plus important de l'histoire de l'immigration illégale.
Le 10 avril, sur le quai du port de la Joliette à Marseille, des agents du Mossad attendent les passagers de l’Exodus mais ils ne sont pas les seuls, les agents britanniques surveillent les préparatifs. Le 21 avril, le President Warfield quitte Port-de-Bouc officiellement à destination d'Alexandrie. Le 25, il jette l'ancre à Portovenere en Italie. C’est là que sera terminé l'aménagement du bateau et la fabrication de couchettes, de simples planches sur lesquelles les passagers devront s'allonger tête-bêche.
Yossi Hamburger,, dit « Harel », rejoint le navire et est désigné commandant et responsable des opérations militaires. En 1946, il a servi au sein du Mossad, chargé de rapatrier 3 000 réfugiés de Yougoslavie à bord du Knesset Israël. Le plan est de feindre de mettre le cap sur Haïfa, au nord, puis à 3 ou 4 milles de Tel-Aviv, de virer brusquement et de pousser les machines au maximum et ainsi semer les destroyers britanniques.
L’embarquement terminé (à 11 h 35 le 10 juillet 1947), 4 554 passagers dont 1 282 femmes et 1 672 enfants ont pris place à bord du S/S President Warfield. Le bateau était conçu pour seulement 700 passagers, et plus de 400 femmes sont enceintes. Les passagers émigrants que le cargo transporte sont censés être tous en règle avec des passeports visés. En réalité, ils ne le sont pas. Ainsi, le 22 juillet dans l’après-midi, l’ambassade de Paris en Colombie[pas clair] fait savoir que les visas présentés aux autorités françaises par les émigrants ont été délivrés à son insu et sans l’accord préalable du ministre des Affaires étrangères de Bogota. De toute façon, à cette date, la vérification de la situation légale des passagers n’est plus possible. Ainsi, le journal Le Monde révèle que les passagers de l’Exodus ont fait disparaître leurs papiers dès le début de l’embarquement.
Le départ du navire a été bien plus compliqué que prévu. En effet, le capitaine n’a pas produit le certificat de sécurité exigé par les conventions internationales et par la loi française. Il n’a donc pas l’autorisation de prendre de passagers à son bord. Mais Vénya Pomeranz — second du Mossad — explique que le meilleur moyen d’éviter les complications diplomatiques et un conflit politique entre la France et la Grande-Bretagne est de laisser partir le bateau sans autorisation.
Georges Bidault intervient directement auprès du cabinet d' Édouard Depreux — ministre de l’Intérieur — pour empêcher le départ du President Warfield. De plus, l’administrateur de la marine a refusé d’accorder le pilote, les bateliers et le remorqueur prévus et demande à la police d’assurer la garde des six amarres du President Warfield.
Yossi et Ike font le point avec les responsables locaux du Mossad. L’inspecteur Pouilly donne l’autorisation de départ : « Le S/S President Warfield, de 1 814 tonnes de jauge brute, de nationalité hondurienne, a pris à Sète des passagers pour un voyage international de courte durée […] la capacité du sauvetage dépasserait 4 300 personnes […] Le navire effectue le transport de passagers spéciaux. Départ autorisé. Sète, le 10 juillet 1947. L’inspection de la Navigation. Signé : Pouilly ».
Dernier problème : le navire n’est autorisé à lever l’ancre que de l’emplacement qui lui a été assigné. Il doit en effet être transféré le lendemain dans le bassin intérieur d’où il ne peut sortir sans feu vert. Le chef suprême du Mossad, Saul Meyerov, demande alors à Yossi de partir par leurs propres moyens. À quatre heures du matin, le navire quitte lentement son appontement et, après des manœuvres rendues compliquées par la nuit et le peu de fond, prend finalement le large. Il met le cap sud-ouest en direction de l’Espagne.

## De Sète à Tel-Aviv: six jours de traversée risquée

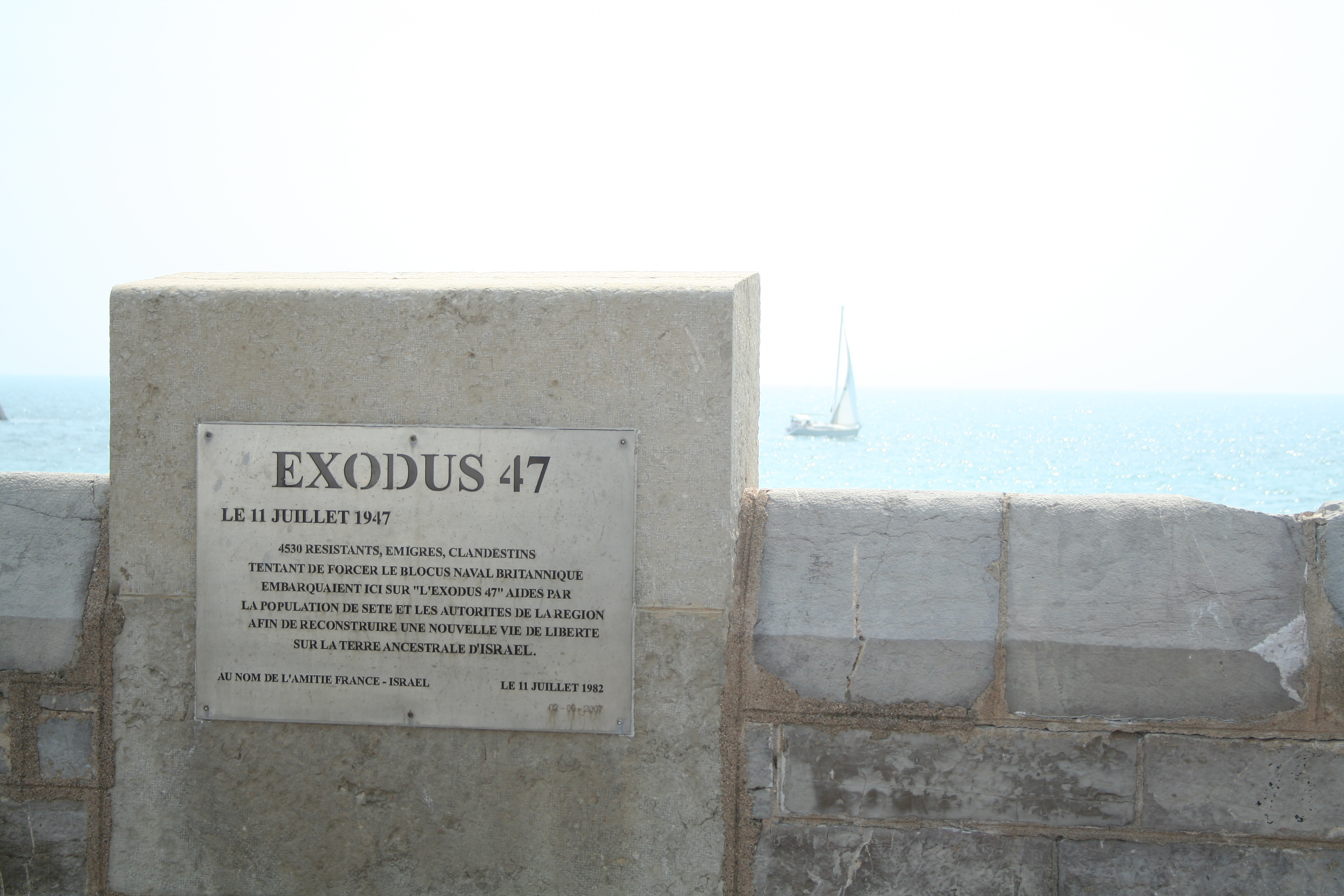
Sète, plaque posée sur le môle rappelant le départ de Sète en 1947 de l’Exodus 1947 vers la Palestine.

« L’état d’esprit de ces gens est merveilleux. Le but du voyage parait suffire à leur faire accepter tout ce qui pourrait arriver. » Pasteur Grauel, passager à bord du President Warfield.

### La composition des passagers
Les passagers, tous rescapés de la Shoah, viennent de partout. Il y a des Juifs de Sibérie, de Russie, de Pologne, de Tchécoslovaquie, de Bulgarie, de Hongrie, de Roumanie, d’Autriche, d’Allemagne, de France, de Belgique, du Luxembourg, des Pays-Bas, de Suède, d’Angleterre, des Amériques, de l’Afrique du Nord, de Suisse, de Chine, de Birmanie… 
Ils sont de tous les partis, de toutes les convictions mais ce qui les rassemble est l’espoir d’atteindre les côtes de la Terre promise.

### Les conditions et l’organisation à bord
Le ravitaillement est suffisant, les passagers ont de quoi manger et boire. En revanche, les conditions sanitaires sont plus précaires : il est difficile de se laver complètement ; de plus, les couchettes sont étroites et entassées dans un endroit où la chaleur est très grande. L’organisation est parfaite : les ordres et les instructions sont diffusés par des haut-parleurs dans les quatre langues courantes (hébreu, yiddish, hongrois et polonais). Des chefs de groupes (appelés chef de « trentaine ») s’occupent de former des sections ravitaillement, hygiène et service d’ordre.
À bord, infirmières et médecins s’occupent des malades mais rapidement le mal de mer gagne les passagers qui vomissent ou s’évanouissent et les infirmières refusent de travailler dans des conditions aussi difficiles. L’infirmerie ne repose plus que sur le docteur Josué Cohen et la pédiatre russe Dvora Zukerfein. Cohen s’est occupé de la sélection physique des émigrants, du recrutement du personnel médical parmi les réfugiés et de l’aménagement des installations sanitaires. Dvora est une passagère enceinte qui a été recrutée pour suivre les plus jeunes enfants.
Une commission « culturelle » met en place l’édition quotidienne d’un journal mural en trois langues (yiddish, roumain, hongrois) et un programme radiophonique de musique, d’informations, de cours d’hébreu. La station de radio clandestine Alef, installée à Magenta, permet au navire de reprendre contact avec le Mossad. Il peut ainsi donner sa position le lendemain de son départ.

### Le déroulement de la traversée
Un destroyer britannique suit le navire à environ deux milles ; tous les jours, il s’approche du bateau clandestin et demande s’il transporte des immigrants illégaux pour la Palestine. La question demeure sans réponse. De même, des avions le survolent tout en prenant des photos.
Lundi 14 juillet, une première panne de machine survient ; les conditions se font plus dures à bord : les rations d’eau sont passées à un demi litre par personne et par jour, la chaleur est toujours insupportable. Après cinq jours de navigation, et hors des eaux territoriales françaises, le President Warfield devient l’Exodus 1947 (en hébreu : Yetziath Europa 5707), le drapeau d'Israël remplace le pavillon panaméen. Le President Warfield lance un message pour la Haganah à Tel-Aviv : « 4 515 passagers, 36 hommes d’équipages, 4 canots de 37 passagers, 3 grands radeaux, 43 chaloupes de 25, 10 canots pneumatiques de 10. Bon état. Arriverons jeudi à onze heures du matin. Débarquerons en dépit de la flotte britannique. »

## L’arrivée en Palestine
Le mercredi 16 juillet, cinq contre-torpilleurs sont désormais dans le sillage de l’Exodus. Leur message est clair : faire demi-tour avant d’arriver en eaux territoriales de la Palestine mandataire.
Yossi communique aux émigrants le plan arrêté par le commandement en accord avec le QG de la Haganah : compte tenu de la vitesse maximale (22 nœuds) et du faible tirant d’eau du navire, celui-ci pourra échouer sur la berge, près de Tel-Aviv. Lances d’arrosage, vapeur et jets d’huile seront utilisés pour repousser les attaques des destroyers. Les messages entre Tel-Aviv et le navire se multiplient ; l’arrivée est finalement prévue pour le vendredi 18 à huit ou neuf heures. À vingt-deux heures le 17 juillet, un message est transmis aux passagers de l’Exodus, en anglais et en français : « Ici la voix de la Résistance juive à bord de l’Exodus 1947 en route vers la Terre promise. Sur ce navire de la Haganah, il y a 1 600 hommes, 1 282 femmes, 1 017 jeunes gens et 655 enfants. La flotte britannique a repéré le bateau : nous sommes encerclés par six bâtiments de guerre, à cent kilomètres des côtes du pays. […] Rien n’empêchera le courant de l’immigration de grossir. Rien n’empêchera ces Juifs sans patrie de monter en Israël. »

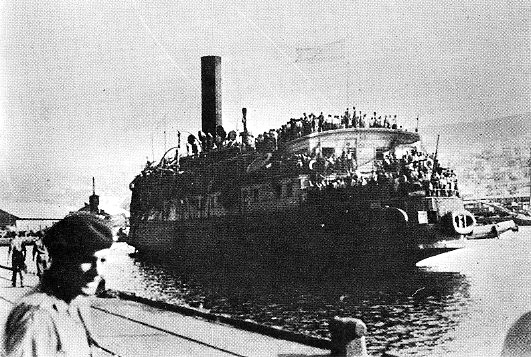
L’Exodus 1947 à Haifa, le 20 juillet 1947.

Vers minuit, un des destroyers s’approche de l’Exodus et lance un dernier message : « Vous avez tout juste le temps de faire demi-tour. Nous ne voulons pas faire la guerre à des réfugiés. […] Si vous entrez dans les eaux territoriales de Palestine, vous devrez vous arrêter et mettre le cap à 5 heures sur Haïfa, où nous vous escorterons. » Sur ce, les drapeaux sionistes sont hissés en haut des mâts du navire. À 2 h 30, un destroyer britannique clame qu’il faut arrêter le navire car il a atteint les eaux palestiniennes alors que d’après l’équipage de l’Exodus ce n’est pas encore le cas. À Tel-Aviv, Davidka Nameri, un chef de la Haganah, a mobilisé toutes les embarcations possibles pour aller au devant de l’Exodus et en débarquer les passagers.
À bord, la lutte commence. Deux destroyers prennent l’Exodus en sandwich et éperonnent son avant dans le but d’arraisonner le navire. Un commando composé d’une vingtaine d’hommes rejoint le pont de l’Exodus. Sur 2 milles, le navire est éperonné sept fois. Une brèche s’ouvre sur le bateau, fait monter l’eau et provoque ainsi un mouvement de panique. Le bilan est de trois morts, vingt blessés graves et une centaine de blessés légers. Ike met le cap sur le nord-est, direction Haïfa. À son bord, une quarantaine de marines sont pratiquement maîtres du pont supérieur et de la passerelle. Les bâtiments britanniques se tiennent à distance. Après deux heures trente de bataille, l’Exodus envoie un message : « Le moral est bon. Bateau très endommagé : l’eau entre dans la salle des machines. La passerelle a été perdue […] Avons 30 prisonniers anglais sur le pont. »
L’Exodus n’a plus le choix, il faut parlementer. Yossi décide finalement d’arrêter le navire. Il obtient que le bateau soit conduit jusqu’à Haïfa. À six heures du matin, une chaloupe de la Croix-Rouge se range le long de l’Exodus. À 16 h 30, le navire accoste en Palestine. Les morts et les blessés sont débarqués sur le quai mais les autres doivent descendre sans résistance et prendre place à bord de bateaux pour Chypre. À 5 h 30 le samedi matin, le transbordement est terminé avec le remplissage du Runnymede Park ; 4 493 émigrés vont être transférés. Samedi 19 vers six heures, les bateaux partent pour Chypre. Les conditions à bord sont déplorables (pas de couchettes, les émigrés dorment dans la cale ou dans deux cages).
Une quinzaine d’émigrés, dont Ike et Yossi, se sont cachés dans le navire. Ils sont restés trente-six heures avant de pouvoir sortir, libérés par des ouvriers. Ike et Yossi ont fait leur rapport au siège de l’état-major du Mossad et ont dénoncé à la radio les « crimes des Britanniques ».

## L’espoir de la Terre promise envolé: le rapatriement des Juifs

### L’échec du débarquement à Port-de-Bouc
Avec l'affaire de l’Exodus 1947 et le problème de l'immigration clandestine, l'affaire prend une autre tournure et, au lieu d'interner les prisonniers à Chypre dans les camps d'internement pour réfugiés juifs, la Grande-Bretagne décide de les renvoyer à leur point de départ. Les passagers prisonniers sont embarqués sur trois navires britanniques, l’Ocean Vigour, l’Empire rival, et le Runnymede Park, véritables bateaux-cages où les passagers étaient enfermés, hormis deux passagers tués lors de l'abordage et le capitaine emprisonné.
Le mercredi 23 juillet, le Conseil des ministres du gouvernement français se réunit au château de Rambouillet, et ajoute au dernier moment à l’ordre du jour l’affaire de l’Exodus, dont la discussion durera deux heures. À la fin de cette réunion, le porte-parole du gouvernement, François Mitterrand, fait la déclaration suivante : 
« Dans ce cas douloureux, simple du point de vue du droit international, mais compliqué si l’on se réfère à l’enchevêtrement des faits, la France a l’intention d’adopter une attitude d’humanité. […] Si les navires qui les transportent touchent à nouveau un de ses ports, la France n’a pas l’intention de fermer ses portes aux émigrants, mais elle ne les contraindra pas non plus à descendre à terre. Elle adoptera à leur égard une position humaine en fournissant des secours immédiats à ceux qui voudront demeurer sur son sol. »
Le 29 juillet dans la matinée, les bateaux stoppent devant Port-de-Bouc dans les Bouches-du-Rhône mais, devant le refus des prisonniers de débarquer et les pourparlers franco-britanniques qui s'éternisent, ceux-ci demeurent inertes jusqu'au 23 août. Le gouvernement français communique : « Le gouvernement français fait savoir aux immigrants de l’Exodus 1947 qu'avec leur consentement, il leur sera donné asile sur le sol français où ils jouiront de toutes leurs libertés. » Une commission d’enquête internationale de l’ONU est alors mise en place. Le nombre d’émigrants qui ont débarqué sur le sol français en près de quatre semaines s’élève à 138. Les autres refusent catégoriquement et répliquent : « Nous sommes sensibles à l’offre de la France mais nous désirons nous rendre en Palestine, on ne nous débarquera ici que morts. »
Malgré la sympathie croissante suscitée par la cause sioniste, le 30 juillet, une dépêche de l’United Press annonce la découverte des corps des deux sergents britanniques enlevés par l’Irgoun le 12 juillet à Nathanya. C’est un renversement de la situation et le gouvernement britannique durcit sa position dans « l’affaire Port-de-Bouc ». L’attitude de la presse parisienne, notamment, a causé en Grande-Bretagne une déplorable impression. Cette affaire devient une question de politique générale et menace l’entente franco-britannique. Les fonctionnaires français sont représentés comme n’ayant rien fait pour encourager le débarquement de nombreuses familles. Apparaît également un problème d’état-civil avec le nombre élevé de naissances à bord de l’Exodus. En effet, la loi accorde la citoyenneté britannique à toute personne née à bord d’un bateau battant pavillon du Royaume-Uni.
Les passagers ont commencé une grève de la faim après 138 jours à Port-de-Bouc pour protester contre leur détention prolongée. Les banderoles se dressent dans les bateaux, « Angleterre, souviens-toi, le peuple juif ne se laissera pas abattre », « Rendez-nous notre terre de Palestine, notre seul espoir ». Face à cette situation prolongée, les Britanniques posent un ultimatum : si les passagers refusent de débarquer en France le jeudi 21 août avant 18 h, le lendemain, les navires appareilleront pour la zone britannique d’Allemagne. La décision a un effet boomerang sur l’opinion britannique. Ainsi le Manchester Guardian écrit : « Les arguments du Foreign Office pour justifier l’envoi des Juifs en Allemagne sont méprisables. […] Il est grand temps que MM. Attlee et Bevin interviennent pour arrêter cette folie… La faute de la Grande-Bretagne est surtout d’avoir sous-estimé le courage des Juifs. En outre, plus que tout autre chose encore, le gouvernement a sous-estimé la sympathie que le monde entier éprouve à l’égard des Juifs qui ont survécu à la barbarie nazie. Les renvoyer en Allemagne soulèvera l’horreur de milliers de gens. »

### L’escale à Gibraltar
Le gouvernement de sa Majesté donne l'ordre aux trois navires de rallier le port de Hambourg dans la zone britannique d’Allemagne où les passagers seront immédiatement débarqués, avant d’être internés dans des camps, via Gibraltar où ils feront une escale de trois jours. La Grande-Bretagne précise qu’en aucun cas il ne sera fait appel aux policiers allemands. La flottille appareille le 22 août à 18 h et le premier navire à quitter Port-de-bouc est le Runnymede Park à 18 h, à 18 h 10 c’est au tour de l’Ocean Vigour et à 18 h 20 de l’Empire Rival.
Le 26 août, c’est l’arrivée à Gibraltar en territoire britannique, mais les passagers refusent tous de descendre pour recevoir des soins de la part des autorités locales. Ils espèrent que les Britanniques renoncent au dernier moment au débarquement à Hambourg pour les transporter en Colombie, lieu légal de leur destination, et ainsi gagner du temps en attendant le débat prévu aux Nations unies sur la question de la Palestine.
Le gouverneur britannique Sir Anderson annonce qu’il est prêt à faire un geste pour les femmes enceintes dont l’accouchement est prévu dans la quinzaine ou celles ayant des enfants de moins de quatorze ans. Il leur offre de se faire hospitaliser à Gibraltar et de les envoyer ensuite en Palestine à la condition que leurs maris et leurs enfants de plus de quatorze ans restent à bord. Cette offre vise 57 femmes : toutes la rejettent.

### Le débarquement à Hambourg et le début des convois

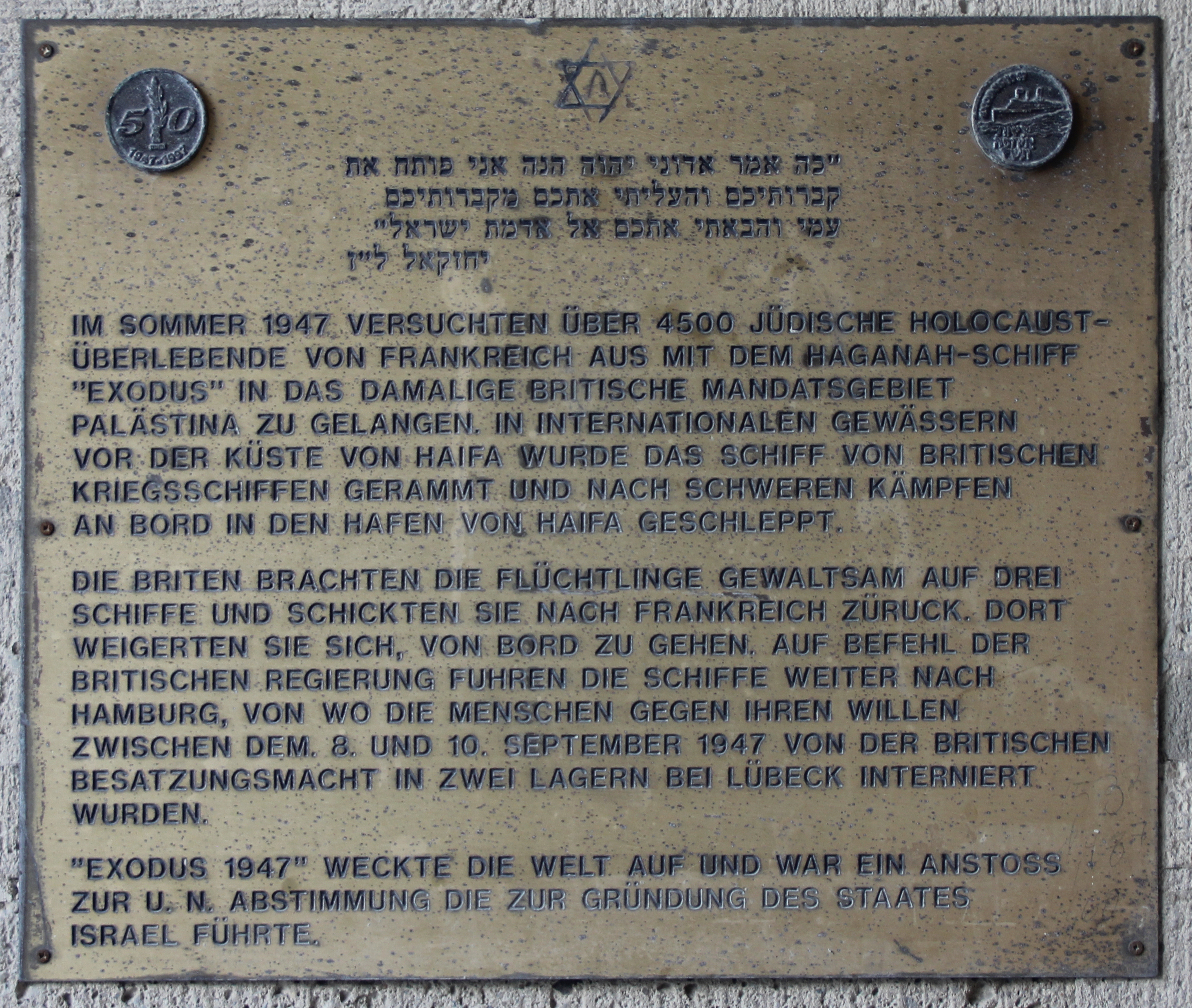
Plaque mémorial sur le quai St Pauli, Hambourg.

Les trois bateaux cages appareillent le 29 août entre 7 et 9 h du matin et aperçoivent l'estuaire de l'Elbe le 6 septembre dans la soirée. L’Ocean Vigour accoste le dimanche 7 septembre au soir au quai 29 à Hambourg mais le débarquement ne commence que le lendemain à 6 h du matin. Tout est prévu sur le quai no 29 pour accueillir les prisonniers : forces militaires et policières, lances à incendie, grenades lacrymogènes, ambulances de la Croix-Rouge et présence de l’office international des réfugiés. Cette opération est baptisée Oasis.
Le gouvernement français offre aux émigrants l’hospitalité de la France en attendant l’admission légale en Palestine mais sous trois conditions : qu’ils y reviennent volontairement, que leur admission ne constitue pas un précédent pour l’admission ultérieure d’autres personnes déplacées venant d’Allemagne et que le chiffre des réfugiés accueillis reste dans les limites du contingent de 8 000 immigrants acceptés par la France.
Le 8 septembre à 17 h, l’Empire Rival s’amarre à son tour devant le quai 29. Le lendemain, le débarquement de l’Empire Rival se déroule presque sans difficulté, il n’y a pas de résistance de la part des migrants, ils refusent juste la nourriture au débarquement. Cette résignation semble désemparer les autorités qui s’attendaient à une vive opposition, mais une bombe à retardement prévue au quartier général de la Royal Navy avait été placée dans le navire pour éclater l'après-midi. Certains de l’Empire Rival savaient qu’une bombe avait été déposée dans le fond de la cale et c’était la raison de leur débarquement sans résistance.
Au débarquement du troisième navire, le Runnymede Park, les immigrants refusent de descendre et se retranchent dans les cales. Un ultimatum leur est communiqué mais en vain, ils démolissent les derniers escaliers d’accès. Le plan Oasis est alors appliqué, les soldats chargent sous des projectiles de toutes sortes et les prisonniers s'organisent dans le refus et le combat. Les passagers sont tout de même débarqués, à 13 h 30, c’est le dernier départ, l’opération Oasis est terminée, mais le bilan s'est soldé par 27 blessés, sept femmes et dix-sept hommes dont trois soldats britanniques, et une cinquantaine d’arrestations.
Les trains bondés d'immigrants se dirigent vers les camps allemands de Poppendorf et d'Amstau, près de Lübeck. Les émigrants de l’Empire Rival sont envoyés dans le camp d’Amstau pour leur « bonne conduite » lors du débarquement. Les convois ferroviaires organisés pour le transfert aux camps de la région de Lubeck sont de véritables wagons prisons.
Les internés déclarent des identités de fantaisie et le recensement se heurte à leur résistance passive. Les Britanniques renoncent alors à établir un fichier et font appel une nouvelle fois à la France. Le jeudi 25 septembre, visite du consul général de France en zone britannique nord pour renouveler l’invitation du gouvernement français. Les Britanniques affirment alors que, si les Juifs refusent de se rendre en France, il sera entendu qu’ils restent en Allemagne de leur plein gré, ils verront alors leurs rations réduites. Pourtant seules quatre demandes sont enregistrées. La semaine suivante, la nourriture est diminuée de moitié et les internés n’ont ni chauffage, ni vêtements d’hiver. La presse du monde entier et en particulier britannique se déchaîne en termes violents, en faisant le parallèle avec les camps de concentration allemands durant la guerre et s’indigne du traitement infligé aux Juifs de l’Exodus. Le Manchester Guardian écrit le 10 septembre : « On ne s'attendait pas à une telle conduite de la part d'un gouvernement britannique encore moins d'un gouvernement travailliste. »

## Conclusion
L'affaire de l’Exodus 1947 bouleverse l'opinion mondiale, de fortes vagues de contestation sont observées ainsi qu’une indignation mondiale. Cette affaire aura un poids considérable dans le partage de la Palestine entre Juifs et Arabes  approuvé le 29 novembre 1947 par l’Assemblée générale de l’ONU, par 33 voix contre 13 et 10 abstentions.
Finalement, quelques mois plus tard, tous les passagers de l’Exodus pourront atteindre la Terre sainte. Certains reçoivent des visas légaux qui leur permettent de franchir la frontière à Strasbourg et d’embarquer au titre du quota d’immigration, à bord du paquebot Transylvania à destination d’Haïfa. D’autres embarquent à bord d’un caboteur, le Haportzin et dix jours plus tard arrivent en Palestine. De plus, les internés de l’Exodus, ayant refusé de se faire faire des documents, commencèrent à s’évader et de nouveaux réfugiés, souvent venus de l’Est, s’installèrent à leur place dans les camps. À la déclaration d’indépendance d’Israël, le 14 mai 1948, les camps se vidèrent pendant la nuit. Le 28 juillet paraissait dans le New York Herald Tribune un reportage intitulé : Les Juifs de l’Exodus « sont chez eux » ; le reporter y précisait : « S’il reste encore en Allemagne quelques réfugiés de l’Exodus, il est impossible de les déceler. Les protestations anglaises sont mal et surtout tard venues. » Le 7 septembre, les derniers immigrants de l’Exodus sortirent d’Allemagne avec la montée des soixante-dix passagers du bateau Kadimah.
Quant au bateau lui-même, en août 1952, il sombra à Haïfa, détruit par un incendie. Le capitaine du navire, Ike Aronowicz, né en 1923, est mort le 23 décembre 2009.
La loi du Retour est votée le 5 juillet 1950 par le Parlement de Jérusalem : « Tout Juif, où qu’il se trouve dans le monde, a le droit d’immigrer dans la patrie historique du peuple d’Israël. »
Les Britanniques et les sionistes sont, d’une certaine manière, tous les deux vainqueurs de ces événements. D’une part, Londres a réussi à empêcher l’arrivée massive de survivants de la Shoah en Palestine avant la création de l’État d’Israël et a ainsi évité un soulèvement arabe. D’autre part, l’immoralité et l’inhumanité des politiques d’immigration britanniques, relayées par la presse, octroient aux Juifs une victoire politique.

## Culture
L'histoire de l’Exodus 1947 est décrite dans le roman historique Exodus de Leon Uris paru en 1958, sur lequel est basé le film Exodus d'Otto Preminger sorti en 1960.
La journaliste américaine Ruth Gruber est témoin de la scène au port de Haïfa lorsque l'Exodus 1947 est intercepté par la Royal Navy et documente son expulsion vers l'Allemagne à travers des photographies publiées en 1948 dans un livre témoignage intitulé Destination Palestine: The Story of the Haganah Ship, Exodus 1947 puis en 2007 Exodus 1947: The Ship That Launched a Nation,.
Un site internet est consacré à l'histoire d’Exodus. L'histoire d’Exodus au jour le jour est liée à des résumés de l'histoire de la Shoah dans différents pays et aussi à l'histoire des premiers Hébreux à Canaan (nord-ouest de l'Israël actuel).